# Internationaux de Strasbourg 2008
L'Internationaux de Strasbourg 2008 è stato un torneo di tennis giocato sulla terra rossa. È stata la 22ª edizione del Internationaux de Strasbourg, che fa parte della categoria Tier III nell'ambito del WTA Tour 2008. Si è giocato al Centre Sportif de Hautepierre di Strasburgo in Francia, dal 19 al 24 maggio 2008.

## Campioni

### Singolare
Anabel Medina Garrigues ha battuto in finale  Katarina Srebotnik con il punteggio di 4–6, 7–6(4), 6–0

### Doppio
Tetjana Perebyjnis /  Zi Yan hanno battuto in finale  Yung-jan Chan /  Chia-jung Chuang con il punteggio di 6–4, 6(3)–7, 10–6